# Première guerre d'Ossétie du Sud
Pour les articles homonymes, voir Guerre d'Ossétie du Sud.
Conflit géorgien-ossète
(Guerre civile géorgienne)
La première guerre d'Ossétie du Sud (également connue sous le nom de guerre d'Ossétie du Sud de 1991-1992) est un conflit opposant les forces gouvernementales géorgiennes et la milice ethnique géorgienne et les forces de l'Ossétie du Sud et des volontaires d'Ossétie du Nord, désirant la séparation de l'Ossétie du Sud et de la Géorgie afin de créer un État indépendant. La guerre s'achève par un cessez-le-feu négocié par la Russie, signé le 24 juin 1992, qui établit une force conjointe de maintien de la paix et laisse l'Ossétie du Sud divisée entre les autorités rivales.

## Contexte
À la suite de l'effondrement du régime tsariste en Russie, les Ossètes du Sud s'allient aux bolcheviks russes et mènent une guerre contre la Géorgie menchevik nouvellement indépendante. Au départ, la Géorgie prend l'avantage, mais en 1921, l'Armée rouge conquiert le pays. L'Ossétie du Sud devient alors un oblast autonome de la république socialiste soviétique de Géorgie. Pendant la période soviétique, les relations entre les Ossètes et les Géorgiens de souche demeurent pacifiques, avec un taux élevé d'interactions et de mariages mixtes.
En 1989, environ 98 000 personnes vivent en Ossétie du Sud. Parmi ceux-ci, 66,61% d'ossètes et 29,44% de géorgiens. 99 000 autres Ossètes vivent dans le reste de la Géorgie.
Fin 1991, avec l'effondrement de l'Union soviétique, la Géorgie redevient un pays indépendant sous la direction de Zviad Gamsakhourdia. Alors que son programme est principalement axé sur les politiques soviétiques, ses actions sont souvent aussi aux dépens des groupes minoritaires en Géorgie. Dans le même temps, les Sud-Ossètes s'organisent et expriment des aspirations nationales : le Soviet suprême d'Ossétie du Sud exige un changement de statut en république autonome, démarche déclarée illégale par le Soviet suprême de Géorgie. Le 23 novembre 1989, Gamsakhourdia organise une manifestation de Géorgiens qui doit avoir lieu à Tskhinvali, la capitale de l'Ossétie du Sud. Les Sud-Ossètes l'en empêchent en bloquant la route. De violents affrontements éclatent, faisant plusieurs blessés. Dans les mois suivants, les Ossètes du Sud commencent à s'armer.
Gamsakhourdia remporte l'élection de 1990 au Conseil suprême géorgien, qui est boycottée par les Ossètes du Sud. En réponse, les Sud-Ossètes organisent un vote pour un parlement sud-ossète. En réaction à cela, le Conseil suprême géorgien a voté l'abolition de l'oblast autonome d'Ossétie du Sud en tant qu'unité administrative distincte. Vers la fin de 1990, la situation des Géorgiens de souche à Tskhinvali s'est fortement détériorée. De nombreux cas de pillages et de passages à tabac commis par les forces géorgiennes et ossètes et les paramilitaires sont signalés. En décembre 1990, Tbilissi déclare l'état d'urgence en Ossétie du Sud et des troupes des ministères de l'Intérieur géorgien et russe (MVD) sont dépêchées en Ossétie du Sud. Le commandant des troupes du ministère géorgien de l'Intérieur est nommé maire de Tskhinvali. La Géorgie a également imposé un blocus économique à l'Ossétie du Sud, un conflit militaire étant imminent.

## Combattants
Les forces sud-ossètes sont composées de miliciens, de volontaires d'Ossétie du Nord et d'autres régions du Caucase du Nord. La plupart de leur équipement et de leurs armes sont d'anciennes armes soviétiques abandonnées après la dissolution de l'Union soviétique. L'ancien président géorgien, Edouard Chevardnadze, accuse la Russie d'implication militaire dans le conflit. Dans le même temps, les Ossètes affirment que l'armée et la police russes n'ont pas protégé la population civile locale lors des attaques géorgiennes contre Tskhinvali et les villages ossètes environnants. Selon la partie géorgienne, il y avait une aide manifeste d'unités militaires de la fédération de Russie.
Au début des années 1990, l'Ossétie du Sud ne compte que 300 à 400 combattants mal armés. En six mois, la force sud-ossète passe à 1 500 combattants à plein temps plus 3 500 volontaires. Les forces géorgiennes sont en bien plus mauvais état. Les forces géorgiennes hétéroclites composées de Géorgiens de souche ne sont pas aussi bien entraînées et équipées que leurs adversaires. La Garde nationale géorgienne qui a combattu pendant la guerre a été formée en janvier 1991, juste avant le début des combats. Supposé être une force de 12 000 hommes levée par conscription, celle-ci sera à la place formée de volontaires en raison de difficultés financières.
Plusieurs milices géorgiennes informelles participent également au conflit, notamment les White Eagles (groupe dissident de la Garde nationale), White George (dont on dit criminels de droit commun amnistiés pour combattre en Ossétie du Sud), les Black Panthers, la Garde nationale de Koutaïssi et Société Merab Kostava.
L'approche de Gamsakhourdia envers l'Ossétie du Sud est considérée par l'Occident comme allant à l'encontre des droits de l'homme, et son incapacité à maintenir l'intégrité territoriale de la Géorgie décourage la reconnaissance étrangère. Fin 1991, la Géorgie est la seule république ex-soviétique qui n'a pas été officiellement reconnue par la majorité des puissances occidentales. Cependant, de telles considérations n'ont pas empêché la Roumanie de devenir le premier pays à reconnaître l'indépendance de la Géorgie en août 1991. À la fin de 1991, Gamsakhourdia achète à la Roumanie 1 000 fusils AK-47 à un prix apparemment réduit, 150 $ unité, alors que le prix typique d'un fusil Kalachnikov en 1990-1991 est de l'ordre de 250 $ à 300 $,.

## Guerre
Dans la nuit du 5 au 6 janvier 1991, la police géorgienne entre à Tskhinvali pour désarmer les groupes armés ossètes. Les combats de Tskhinvali aboutissent d'abord à une ville divisée : une partie ouest sous contrôle ossète et une partie est sous contrôle géorgien. Vers la fin janvier, les Géorgiens se retirent dans les collines autour de la ville conformément au cessez-le-feu négocié par la Russie. Cependant, le blocus économique de l'Ossétie du Sud est maintenu.
Les Géorgiens lancent trois assauts sur les parties de Tskhinvali tenues par les Ossètes, en février et mars 1991 et en juin 1992. La période de guerre la plus intense a lieu en mars et avril 1991. Le 23 mars 1991, le président du Soviet suprême de Russie, Boris Eltsine, rencontre Gamsakhourdia à Kazbegi, dans le nord-est de la Géorgie, et accepte de retirer les troupes soviétiques d'Ossétie du Sud et de créer une force de police conjointe géorgienne-russe pour rétablir la paix dans la région. Le 24 mars, un cessez-le-feu temporaire est convenu et les forces géorgiennes se retirent en grande partie de la ville de Tskhinvali. Après une période de calme relatif en juillet et août, la violence reprend à la mi-septembre, lorsque Gamsakhourdia ordonne de nouveau à la Garde nationale géorgienne d'avancer en Ossétie du Sud. Seuls quelques détachements suivent l'ordre d'attaque, et ils sont repoussés par la milice sud-ossète. Lors de l'offensive de juin, la Garde nationale géorgienne incendie et détruit jusqu'à 80 % des habitations à Tskhinvali. La Géorgie impose un blocus à l'Ossétie du Sud en coupant l'électricité et en bloquant la route vers Tskhinvali, tandis que les Ossètes bloquent les villages géorgiens. Plusieurs atrocités se produisent des deux côtés. Les combats font des centaines de morts et de blessés, des villages sud-ossètes ainsi que des maisons et des écoles géorgiennes à Tskhinvali sont attaqués et incendiés. Les forces géorgiennes prennent position dans les collines autour de Tskhinvali et assiègent la ville. D'autres combats ont lieu autour de la ville dans les villages voisins et le long de la route vers l'Ossétie du Nord.

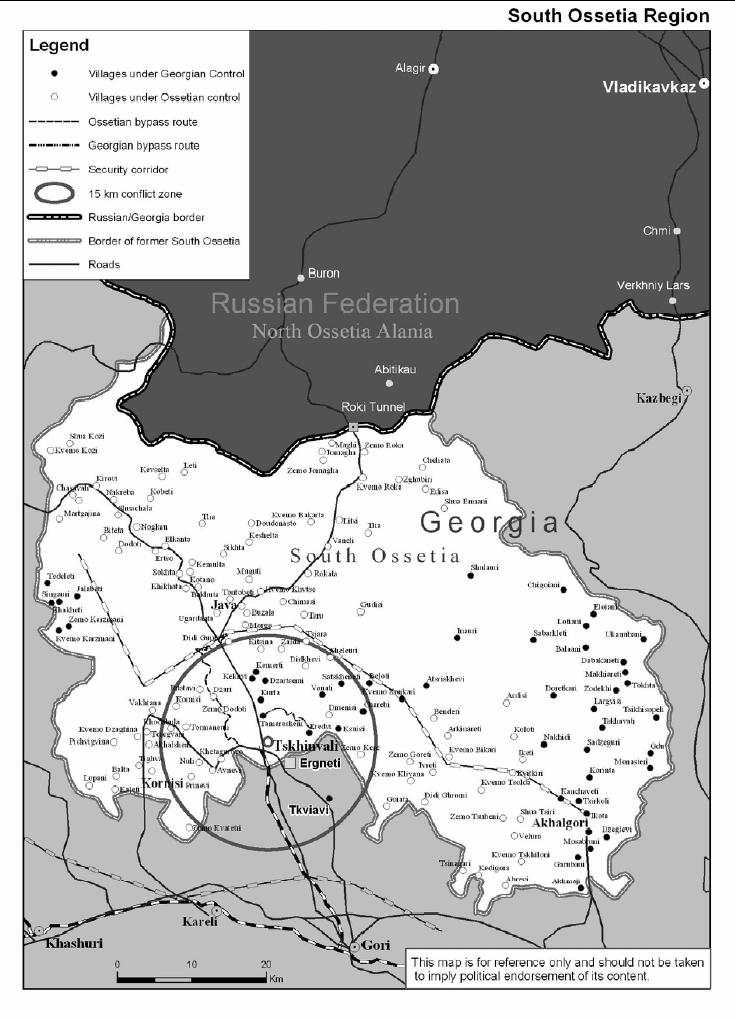
Carte de l'Ossétie du Sud après la guerre, montrant les villages sous contrôle géorgien et sous contrôle sud-ossète.

Au printemps 1992, les combats s'intensifient à nouveau, avec une implication russe sporadique. Cependant, en mars 1992, Gamsakhourdia est évincé et remplacé par Edouard Chevardnadze. Peu de temps après, les loyalistes de Gamsakhourdia organisent une rébellion armée. En outre, le conflit avec l'autre région séparatiste de Géorgie, l'Abkhazie, se transforme en guerre en 1992. En conséquence, Chevardnadze a intérêt à mettre fin au conflit en Ossétie du Sud et signe l'accord de Sotchi négocié par la Russie.
L'accord de cessez-le-feu laisse l'Ossétie du Sud divisée en zones contrôlées par la Géorgie et en zones contrôlées par le gouvernement non reconnu d'Ossétie du Sud. Il crée également la Commission mixte de contrôle (ou JCC ; comprenant la Géorgie, la Russie, l'Ossétie du Nord et l'Ossétie du Sud) et, sous mandat du JCC, met en place les forces conjointes de maintien de la paix (JPKF), composées de soldats géorgiens, russes et ossètes. Un petit nombre d'observateurs de l'Organisation pour la sécurité et la coopération en Europe sont également déployés dans la région.
L'action militaire du conflit fut « confuse et anarchique ». Aucune des deux parties n'avait de formations armées disciplinées, et les commandants et les soldats agissaient souvent dans leur propre intérêt. Les groupes militaires étaient contrôlés par des factions politiques et n'étaient pas responsables devant les gouvernements respectifs. Cela conduira à la violation des cessez-le-feu, à la prise d'otages et au bombardement de cibles civiles.
Selon Human Rights Watch, pendant la guerre, des groupes paramilitaires géorgiens ont commis des actes de violence contre des civils ossètes en Ossétie du Sud, motivés par le désir d'expulser les Ossètes et de récupérer des villages pour la Géorgie, et par pure vengeance contre le peuple ossète. Entre 60 et 100 villages ont été incendiés, détruits par les forces géorgiennes ou autrement abandonnés. Plusieurs villages ont été ethniquement nettoyés par les forces géorgiennes. De l'autre côté, les Géorgiens vivant dans le territoire contrôlé par les Ossètes étaient des « cibles faciles » : les maisons occupées par des Géorgiens ont été ciblées, pillées et incendiées.
Pendant la guerre, environ 1 000 personnes sont mortes. Cela conduira également à la création d'un grand nombre de réfugiés : plus de 40 000 Ossètes de souche ont fui l'Ossétie du Sud et la Géorgie proprement dite, principalement vers l'Ossétie du Nord (partie de la Russie) et 23 000 autres Géorgiens de souche ont fui l'Ossétie du Sud et se sont installés dans d'autres régions géorgiennes. L'afflux de réfugiés en Ossétie du Nord a aggravé la situation ethnique tendue et a joué un rôle important dans le conflit en Ossétie du Nord en 1992.